# Dain-en-Saulnois
Pour les articles homonymes, voir Dain (homonymie) et Saulnois (homonymie).
Dain-en-Saulnois est un hameau et une ancienne commune française du département de la Moselle, rattachée à Rémilly depuis 1965.

## Toponymie
Anciennes mentions : Dein on Salnois (1450), Din (1544), Dun au Saulnoir (1594), Dam (1631), Din en Saunoy (1682), Den (XVIIIe siècle), Daim (1769), Dain (1793), Dain-en-Saulnois (1801), Dain (après 1801, sans date), Dain-en-Saulnois (4 novembre 1955),,.
En lorrain : Dain en Sauneu. Pendant l'annexion allemande : Dam (1915-1918).

## Histoire
Le 1er janvier 1965, la commune de Dain-en-Saulnois est rattachée à celle de Rémilly.

## Politique et administration
| Période                                  | Période | Identité        | Étiquette | Qualité |
| ---------------------------------------- | ------- | --------------- | --------- | ------- |
| an VIII                                  |         | François Thomas |           |         |
| Les données manquantes sont à compléter. |         |                 |           |         |

## Démographie
| 1793 | 1800 | 1806 | 1821 | 1836 | 1841 | 1861 | 1866 | 1872 |
| ---- | ---- | ---- | ---- | ---- | ---- | ---- | ---- | ---- |
| 70   | 85   | 107  | 116  | 123  | 110  | 91   | 87   | 89   |

| 1876 | 1881 | 1886 | 1891 | 1896 | 1901 | 1906 | 1911 | 1921 |
| ---- | ---- | ---- | ---- | ---- | ---- | ---- | ---- | ---- |
| 87   | 79   | 80   | 69   | 63   | 55   | 53   | 50   | 40   |

| 1926 | 1931 | 1936 | 1946 | 1954 | 1962 | - | - | - |
| ---- | ---- | ---- | ---- | ---- | ---- | - | - | - |
| 50   | 44   | 30   | 20   | 20   | 9    | - | - | - |

## Culture locale et patrimoine

### Héraldique
| Blason de Dain-en-Saulnois | Blason  | De sable à deux colonnes fleurdelisées d’or rangées en barre, au lambel d’argent. |
| Blason de Dain-en-Saulnois | Détails | Le statut officiel du blason reste à déterminer.                                  |